# Brighton Sharbino
Brighton Rosie Sharbino (Flower Mound, 19 augustus 2002) is een Amerikaans actrice.

## Privé
Sharbino werd geboren in Flower Mound als zus van actrice Saxon en acteur Sawyer.

## Carrière
Sharbino begonin 2008 als jeugdactrice met acteren in de televisieserie Friday Night Lights, waarna zij nog meerdere rollen speelde in televisieseries en films. Sharbino werd in 2018 genomineerd voor een Young Artist Award voor haar optreden in de televisieserie Law & Order: Special Victims Unit, in de categorie Beste Optreden in een Televisieserie door een Gastactrice.

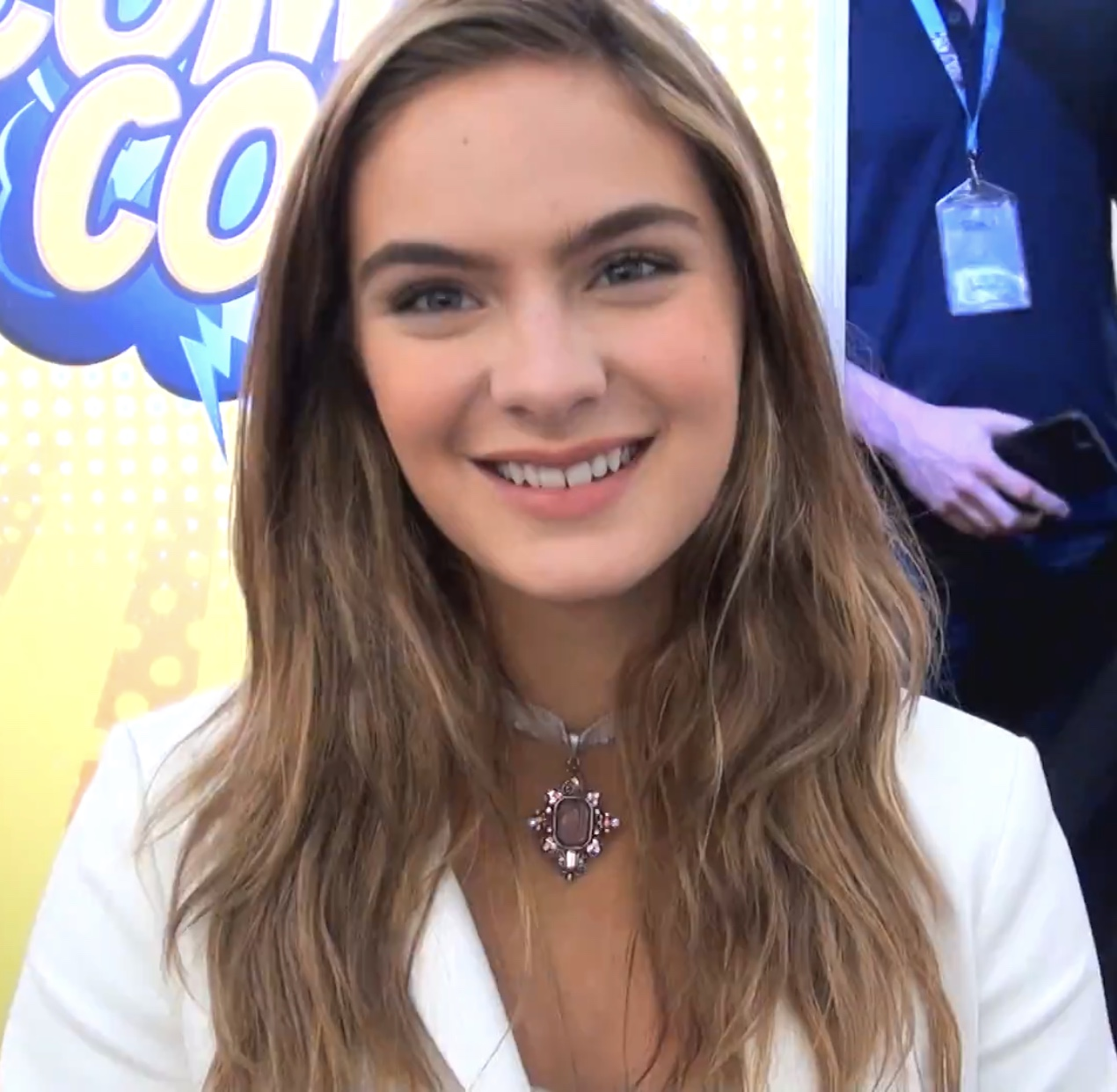
Brighton Sharbino in 2017

## Filmografie

### Films
Uitgezonderd korte films.
- 2020 Beckman - als Tabitha
- 2019 Radioflash - als Reese
- 2019 American Skin - als Megan
- 2018 Urban Country - als Faith
- 2018 Christmas in the Heartland - als Jessie Wilkins
- 2017 Bitch - als Tiffany Hart
- 2016 Miracles from Heaven - als Abbie Beam
- 2015 Good Ol' Boy - als Amy Brunner
- 2013 Plato's Symposium - als kleindochter van Socrates
- 2013 Cheap Thrills - als Luann
- 2010 The Death of Socrates - als kleindochter

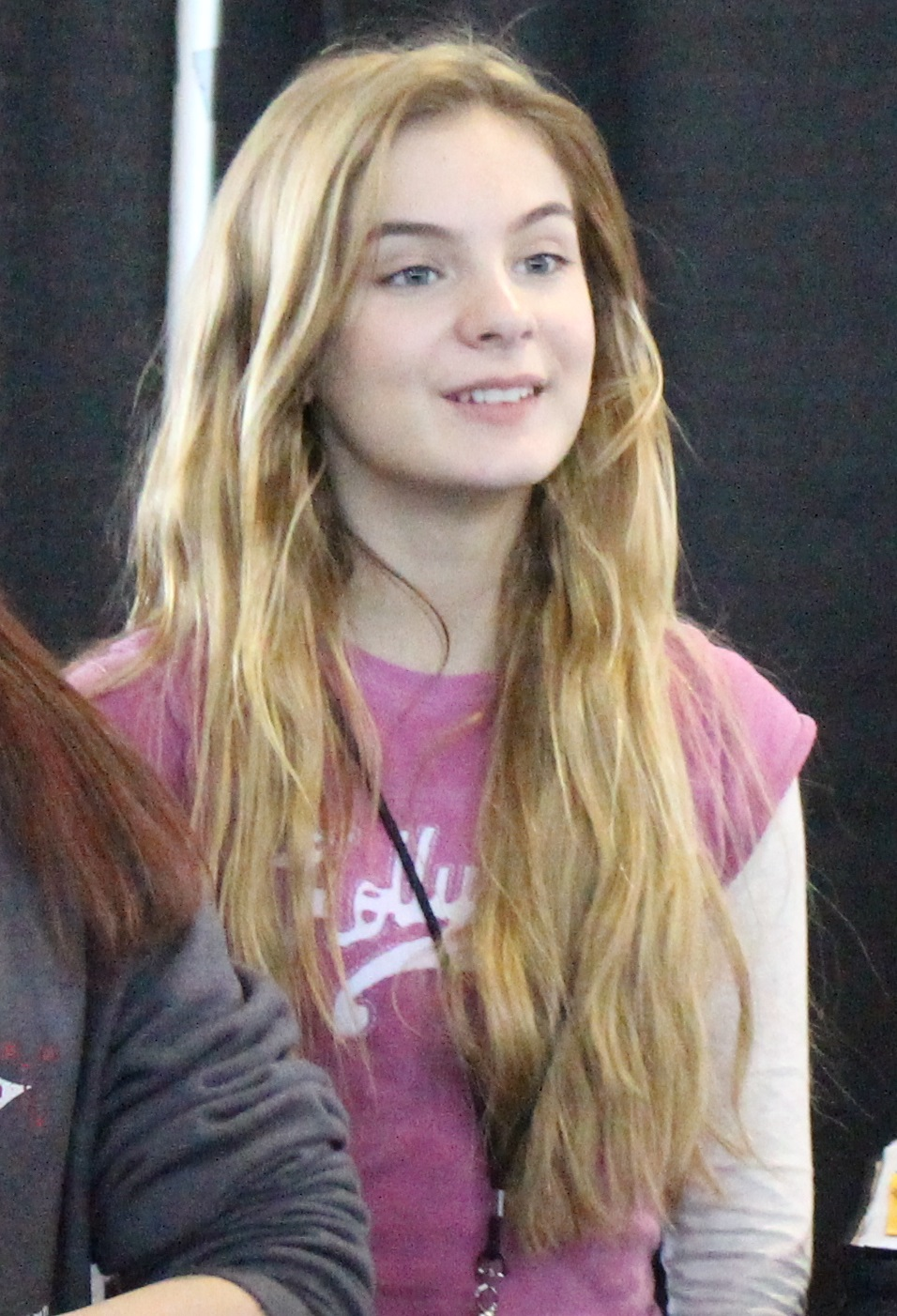
Brighton Sharbino in 2015

- 2010 Cool Dog - als zus van Sharon

### Televisieseries
Uitgezonderd eenmalige gastrollen.
- 2020 Players - als Jojo - 8 afl.
- 2019 Zoe Valentine - als Allison Betts - 7 afl.
- 2013-2015 The Walking Dead - als Lizzie Samuels - 9 afl.
- 2014 True Detective - als Maisie Hart - 2 afl.